# Бронеавтомобиль на воздушной подушке
Бронеавтомобиль на воздушной подушке (боевой аппарат на воздушной подушке) — советский проект плавающего бронеавтомобиля на воздушной подушке, разработанный в межвоенный период.

## История создания
В 1930-х ОКБ ВВС РККА (в 1934 году преобразованным в Экспериментальный институт Главного управления авиационной промышленности по работам РККА) под руководством советского авиаконструктора и изобретателя Павла Игнатьевича Гроховского был разработан оригинальный проект двухместного бронеавтомобиля на воздушной подушке со вспомогательным колёсным движителем. Проект развития не получил и в металле реализован не был.

## Описание конструкции
Бронеавтомобиль имел компоновку с размещением моторно-трансмиссионных отделений в лобовой и кормовой частях машины, а совмещённых отделения управления и боевого отделения — в центральной. Экипаж машины состоял по крайней мере из двух человек — механика-водителя и командира, также выполнявшего функции стрелка.

### Броневой корпус и башня
Бронированный корпус — довольно плоской формы, небольшой высоты, с плавно переходящими в полукруглые в горизонтальном сечении нос и корму прямыми вертикальными бортами. В лобовой и кормовой части крыши располагались зарешеченные воздухозаборники подъёмных вентиляторов. В центральной части корпуса находилась рубка обитаемого отделения коробчатой формы с незначительным углом наклона лобовых, кормовых и бортовых бронелистов и горизонтальной крыше. В бортах рубки располагались одностворчатые двери, на крыше — башня.
Башня использовалась стандартная танковая (по информации книги «Танки. Уникальные и парадоксальные» — башня малого танка Т-37А).

### Вооружение
Вооружение, по разным данным, должно было состоять из установленных в башне пушки либо 7,62-мм танкового пулемёта ДТ-29.

### Средства наблюдения и связи
Механик-водитель осуществлял наблюдение через смотровые щели в лобовом бронелисте и бортах рубки, командир — через смотровые щели в бронелистах башни.

### Ходовая часть
В носу и корме горизонтально размещались два авиационных звездообразных двигателя, приводивших в движение создающие воздушную подушку подъёмные вентиляторные установки. Бронеавтомобиль также имел колёсный движитель, состоявший из четырёх закрытых обтекателями автомобильных колёс на внешней части бортов, обеспечивавших машине возможность движения без воздушной подушки.

## Интересные факты
- Машина является одним из первых (возможно — первым в мире) проектов боевых аппаратов на воздушной подушке.[2]

### Сноски
1. ↑  Названия, под которыми машина фигурирует в современных научно-популярных изданиях.